# Chiara Beccari
Chiara Beccari (Città di San Marino, 27 settembre 2004) è una calciatrice italiana con cittadinanza sammarinese, attaccante della Juventus e della nazionale italiana.

## Biografia
È figlia di Mauro Beccari, ex giocatore di baseball sammarinese.
Ha frequentato un liceo scientifico sportivo.

## Caratteristiche tecniche
Centravanti potente, abile tecnicamente e prolifica sotto rete, è abile anche nelle azioni spalle alla porta e negli inserimenti senza palla.
Considerata una dei talenti azzurri più promettenti della sua generazione, nel marzo del 2023 è stata inclusa nella lista delle finaliste del premio NXGN, assegnato da Goal.com alle giovani calciatrici più promettenti al mondo. Ha dichiarato di ispirarsi a Cristiana Girelli.

## Carriera

### Club

#### Gli inizi alla Juventus
Nata a Città di San Marino, Beccari inizia a giocare nel San Marino a otto anni, facendo tutto il percorso del settore giovanile delle Titane e arrivando ad allenarsi con la prima squadra nella stagione 2018-2019. Nell'estate del 2019, a quindici anni, viene ingaggiata dalla Juventus, unendosi inizialmente alla formazione Primavera, con cui vince il Torneo di Viareggio nel febbraio del 2020. Partecipa anche alle Final Four del campionato successivo, in cui le bianconere approdano in finale prima di cedere il passo alla Roma.
Il 28 agosto 2021, a 16 anni, Beccari fa il suo esordio in Serie A e con la prima squadra juventina, subentrando a Valentina Cernoia all'84º minuto della partita di campionato contro il Pomigliano, vinta per 3-0: nell'occasione, diventa la quarta calciatrice sammarinese a disputare almeno un incontro della massima serie italiana, dopo Valeria Canini, Eleonora Cecchini e Jessica Menin. Il 1º settembre successivo, debutta anche in UEFA Women's Champions League, prendendo il posto di Cristiana Girelli nei minuti di recupero della gara d'andata contro il Vllaznia, vinta per 0-2 e valida per i turni preliminari. Nella stessa annata, raggiunge di nuovo le Final Four del Campionato Primavera, anche se la Juventus perde nuovamente contro la Roma.

#### I prestiti a Como e Sassuolo
Il 12 luglio 2022, Beccari viene ceduta in prestito annuale, insieme a Beatrice Beretta, al Como, squadra neopromossa in Serie A. Fa il suo esordio con la formazione lariana il 27 agosto seguente, partendo da titolare nell'incontro di campionato proprio contro la Juventus, perso per 0-6. Il 25 settembre, invece, segna la sua prima rete fra le professioniste nella partita contro il Pomigliano, conclusasi poi sull'1-1. Infine, il 27 novembre dello stesso anno, è autrice della rete che consente al Como di bloccare la Juventus sull'1-1. Al termine della stagione, in cui ha contribuito alla salvezza diretta della squadra comasca, l'attaccante è stata nominata miglior giocatrice Under 21 del campionato.
Dopo aver firmato il suo primo contratto da professionista con la Juventus nell'aprile del 2023, il 7 luglio seguente Beccari passa in prestito per una stagione al Sassuolo, sempre in Serie A. Nell'ottobre del 2023, viene inclusa fra le dieci finaliste del premio European Golden Girl, assegnato dal quotidiano Tuttosport alla miglior giocatrice Under-21 militante in un campionato europeo. Lungo la stagione 2023-2024, colleziona 21 presenze con il club neroverde, segnando cinque reti e servendo cinque assist.
Rientrata alla Juventus nel giugno del 2024, rinnova il suo contratto con il club fino al 30 giugno 2027.

### Nazionale

#### Nazionali giovanili
Beccari ha rappresentato tutte le nazionali giovanili italiane, dall'Under-16 all'Under-23. Dopo aver giocato con la nazionale Under-16, guidata da Jacopo Leandri, nel corso del 2019, l'attaccante è entrata nel gruppo dell'Under-17 nello stesso anno, prendendo parte alle fasi di qualificazione all'Europeo di categoria del 2020, prima che il torneo venisse cancellato a causa dello scoppio della pandemia di COVID-19.
Convocata con la nazionale Under-19 a partire dal 2021, nel giugno del 2022 è stata inclusa nella rosa azzurra partecipante agli Europei di categoria in Repubblica Ceca, in cui l'Italia è stata eliminata al primo turno. Ha poi partecipato alle qualificazioni per gli Europei Under-19 del 2023.
Nel novembre del 2022, ha rappresentato la nazionale Under-23.

#### Nazionale maggiore
Nel maggio del 2022, Beccari viene convocata per la prima volta in nazionale maggiore dalla CT Milena Bertolini, partecipando ad un raduno in vista degli Europei in Inghilterra: tuttavia, non rientra nella lista finale delle convocate.
Nel marzo del 2023, viene inclusa nella lista delle convocate per l'incontro amichevole con la Colombia dell'11 aprile successivo. Ha quindi fatto il suo esordio in azzurro nella stessa sfida, venendo schierata da titolare: nell'occasione, ha servito a Valentina Giacinti l'assist per il gol del momentaneo 1-0, con la partita che si è poi conclusa con un 2-1 per l'Italia.
Nel giugno dello stesso anno, viene convocata per un raduno di selezione in vista del Campionato mondiale femminile di calcio in Australia e Nuova Zelanda e successivamente inclusa nella lista finale delle 23 convocate per la rassegna iridata, scendendo in campo in tutti e 3 i match disputati dalle Azzurre nella sfortunata trasferta oceaniana (eliminate ai gironi).
Nonostante l'avvicendamento di CT post-mondiale, Beccari rimane stabilmente nel giro della Nazionale anche con l'arrivo in panchina di Andrea Soncin. Segna la sua prima rete in nazionale il 16 luglio 2024, aprendo le marcature nella gara delle qualificazioni agli Europei del 2025 contro la Finlandia, vinta per 4-0.

## Statistiche

### Presenze e reti nei club
Statistiche aggiornate al 30 marzo 2025.
| Stagione        | Squadra         | Campionato      | Campionato | Campionato | Coppe nazionali | Coppe nazionali | Coppe nazionali | Coppe internazionali | Coppe internazionali | Coppe internazionali | Altre coppe | Altre coppe | Altre coppe | Totale | Totale |
| Stagione        | Squadra         | Comp            | Pres       | Reti       | Comp            | Pres            | Reti            | Comp                 | Pres                 | Reti                 | Comp        | Pres        | Reti        | Pres   | Reti   |
| --------------- | --------------- | --------------- | ---------- | ---------- | --------------- | --------------- | --------------- | -------------------- | -------------------- | -------------------- | ----------- | ----------- | ----------- | ------ | ------ |
| 2021-2022       | Juventus        | A               | 2          | 0          | CI              | 0               | 0               | UWCL                 | 1                    | 0                    | -           | -           | -           | 3      | 0      |
| 2022-2023       | Como            | A               | 21         | 5          | CI              | 1               | 1               | -                    | -                    | -                    | -           | -           | -           | 22     | 6      |
| 2023-2024       | Sassuolo        | A               | 21         | 5          | CI              | 2               | 0               | -                    | -                    | -                    | -           | -           | -           | 23     | 5      |
| 2024-2025       | Juventus        | A               | 20         | 3          | CI              | 4               | 1               | UWCL                 | 6                    | 0                    | SI          | -           | -           | 30     | 4      |
| Totale Juventus | Totale Juventus | Totale Juventus | 22         | 3          |                 | 4               | 1               |                      | 7                    | 0                    |             | -           | -           | 33     | 4      |
| Totale carriera | Totale carriera | Totale carriera | 64         | 13         |                 | 7               | 2               |                      | 7                    | 0                    |             | -           | -           | 78     | 15     |

### Cronologia presenze e reti in nazionale
| Cronologia completa delle presenze e delle reti in nazionale ― Italia | Cronologia completa delle presenze e delle reti in nazionale ― Italia | Cronologia completa delle presenze e delle reti in nazionale ― Italia | Cronologia completa delle presenze e delle reti in nazionale ― Italia | Cronologia completa delle presenze e delle reti in nazionale ― Italia | Cronologia completa delle presenze e delle reti in nazionale ― Italia | Cronologia completa delle presenze e delle reti in nazionale ― Italia | Cronologia completa delle presenze e delle reti in nazionale ― Italia |
| Data                                                                  | Città                                                                 | In casa                                                               | Risultato                                                             | Ospiti                                                                | Competizione                                                          | Reti                                                                  | Note                                                                  |
| --------------------------------------------------------------------- | --------------------------------------------------------------------- | --------------------------------------------------------------------- | --------------------------------------------------------------------- | --------------------------------------------------------------------- | --------------------------------------------------------------------- | --------------------------------------------------------------------- | --------------------------------------------------------------------- |
| 11-4-2023                                                             | Roma                                                                  | Italia                                                                | 2 – 1                                                                 | Colombia                                                              | Amichevole                                                            | -                                                                     | 75’                                                                   |
| 1-7-2023                                                              | Ferrara                                                               | Italia                                                                | 0 – 0                                                                 | Marocco                                                               | Amichevole                                                            | -                                                                     | 57’                                                                   |
| 24-7-2023                                                             | Auckland                                                              | Italia                                                                | 1 – 0                                                                 | Argentina                                                             | Mondiali 2023 - Fase a gironi                                         | -                                                                     |                                                                       |
| 29-7-2023                                                             | Wellington                                                            | Svezia                                                                | 5 – 0                                                                 | Italia                                                                | Mondiali 2023 - Fase a gironi                                         | -                                                                     | 75’                                                                   |
| 2-8-2023                                                              | Wellington                                                            | Sudafrica                                                             | 3 – 2                                                                 | Italia                                                                | Mondiali 2023 - Fase a gironi                                         | -                                                                     | 83’                                                                   |
| 26-9-2023                                                             | Castel di Sangro                                                      | Italia                                                                | 0 – 1                                                                 | Svezia                                                                | UEFA Women's Nations League 2023-2024 - Fase a gironi                 | -                                                                     | 69’                                                                   |
| 5-12-2023                                                             | Parma                                                                 | Italia                                                                | 3 – 0                                                                 | Svizzera                                                              | UEFA Women's Nations League 2023-2024 - Fase a gironi                 | -                                                                     | 58’                                                                   |
| 5-4-2024                                                              | Cosenza                                                               | Italia                                                                | 2 – 0                                                                 | Paesi Bassi                                                           | Qual. Euro 2025                                                       | -                                                                     | 81’                                                                   |
| 9-4-2024                                                              | Helsinki                                                              | Finlandia                                                             | 2 – 1                                                                 | Italia                                                                | Qual. Euro 2025                                                       | -                                                                     | 60’                                                                   |
| 4-6-2024                                                              | Ferrara                                                               | Italia                                                                | 1 – 1                                                                 | Norvegia                                                              | Qual. Euro 2025                                                       | -                                                                     | 68’                                                                   |
| 16-7-2024                                                             | Bolzano                                                               | Italia                                                                | 4 – 0                                                                 | Finlandia                                                             | Qual. Euro 2025                                                       | 1                                                                     | 72’                                                                   |
| 25-10-2024                                                            | Roma                                                                  | Italia                                                                | 5 – 0                                                                 | Malta                                                                 | Amichevole                                                            | -                                                                     | 72’                                                                   |
| 29-10-2024                                                            | Vicenza                                                               | Italia                                                                | 1 – 1                                                                 | Spagna                                                                | Amichevole                                                            | 1                                                                     | 66’                                                                   |
| 2-12-2024                                                             | Bochum                                                                | Germania                                                              | 1 – 2                                                                 | Italia                                                                | Amichevole                                                            | -                                                                     | 57’                                                                   |
| 25-2-2025                                                             | La Spezia                                                             | Italia                                                                | 1 – 3                                                                 | Danimarca                                                             | UEFA Women's Nations League 2025 - Fase a gironi                      | -                                                                     | 46’                                                                   |
| 4-4-2025                                                              | Solna                                                                 | Svezia                                                                | 3 – 2                                                                 | Italia                                                                | UEFA Women's Nations League 2025 - Fase a gironi                      | -                                                                     | 53’                                                                   |
| 30-5-2025                                                             | Parma                                                                 | Italia                                                                | 0 – 0                                                                 | Svezia                                                                | UEFA Women's Nations League 2025 - Fase a gironi                      | -                                                                     | 77’                                                                   |
| Totale                                                                |                                                                       | Presenze                                                              | 17                                                                    |                                                                       | Reti                                                                  | 2                                                                     |                                                                       |

## Palmarès

### Club

#### Competizioni giovanili
- Torneo di Viareggio: 1

Juventus: 2020

### Competizioni nazionali
- Campionato italiano: 2

Juventus: 2021-2022, 2024-2025
- Coppa Italia: 2

Juventus: 2021-2022, 2024-2025
- Supercoppa italiana: 1

Juventus: 2021

### Individuali
- Miglior giocatrice Under-21 della Serie A: 1

2022-2023
- Golden Girl: 1

Miglior italiana Under-21: 2023